# Colpocephalum inaequale
Colpocephalum inaequale är en insektsart som beskrevs av Hermann Burmeister 1838. Colpocephalum inaequale ingår i släktet Colpocephalum, och familjen spolätare. Arten är reproducerande i Sverige.